# 박지혜 (종합격투기 선수)
박지혜(1990년 9월 21일 ~ )는 대한민국의 종합격투기 선수이다.

## 내력
- 대학을 중퇴하고 아르바이트를 하던 중 피트니스 센터에서 현재의 남편 팀포마 소속 종합격투기 선수 김지형을 만나면서 종합격투기에 입문했다.[5]
- 2014년 2월 2일 로드 FC 021 대회에서 일본의 이리메 미유 선수를 제압하면서 프로 무대에 데뷔했다.

### 종합격투기 전적
| 승패 | 누적 전적 | 상대        | 승부 방식   | 총 라운드 | 종료 시간 | 대회명      | 개최날짜   | 장소            | 비고                  |
| ---- | --------- | ----------- | ----------- | --------- | --------- | ----------- | ---------- | --------------- | --------------------- |
| 승   | 1–0–0     | 이리에 미유 | TKO(파운딩) | 2R        | 03:31, 2R | ROAD FC 021 | 2014.02.02 | 서울 장충체육관 | 아톰급 매치, 메인카드 |

## 같이 보기
- 남예현
- 박정은
- 송효경
- 송가연
- 이예지
- 함서희

- 다카노 사토미
- 도미마츠 에미
- 시나시 사토코
- 시노 밴후스
- 시모마키세 나츠키
- 셀리나 하가
- 알료나 러소히나
- 요시다 마사코
- 옌샤오난
- 후지노 에미